# Eisner-díj a legjobb humoros kiadványnak
Ebben a listában az Eisner-díj „legjobb humoros kiadvány” kategóriájának jelöltjei és nyertesei találhatóak.
| Év   | Sorozat                                                               | Alkotók                                                                    | Kiadó                                      |
| ---- | --------------------------------------------------------------------- | -------------------------------------------------------------------------- | ------------------------------------------ |
| 2012 | The Art of Doug Sneyd: A Collection of Playboy Cartoons               | Doug Sneyd                                                                 | Dark Horse Books                           |
| 2012 | Chimichanga                                                           | Eric Powell (író és rajzoló)                                               | Dark Horse Comics                          |
| 2012 | Coffee: It’s What’s for Dinner                                        | Dave Kellett (író és rajzoló)                                              | Small Fish                                 |
| 2012 | Kinky & Cosy                                                          | Nix (író és rajzoló)                                                       | NBM Publishing                             |
| 2012 | Milk & Cheese: Dairy Products Gone Bad                                | Evan Dorkin (író és rajzoló)                                               | Dark Horse Books                           |
| 2011 | Afrodisiac                                                            | Jim Rugg (író és rajzoló) és Brian Maruca (író)                            | Adhouse Books                              |
| 2011 | Comic Book Guy: The Comic Book                                        | Ian Boothby (író) és John Delaney (rajzoló)                                | Bongo Comics Group                         |
| 2011 | Drinking at the Movies                                                | Julia Wertz (író és rajzoló)                                               | Three Rivers Press, Crown Publishing Group |
| 2011 | I Thought You Would Be Funnier                                        | Shannon Wheeler (író és rajzoló)                                           | Boom! Studios                              |
| 2011 | Against TV Since 1953                                                 | Dave Kellett (író és rajzoló)                                              | Small Fish Studios                         |
| 2011 | Prime Baby                                                            | Gene Luen Yang (író és rajzoló)                                            | First Second Books                         |
| 2010 | Drinky Crow’s Maakies Treasury                                        | Tony Millionaire (író és rajzoló)                                          | Fantagraphics Books                        |
| 2010 | Everybody is Stupid Except for Me, and Other Astute Observations      | Peter Bagge (író és rajzoló)                                               | Fantagraphics Books                        |
| 2010 | Little Lulu, vol. 19–21                                               | John Stanley (író és rajzoló) és Irving Tripp (rajzoló)                    | Dark Horse Books                           |
| 2010 | The Muppet Show Comic Book                                            | Roger Langridge (író és rajzoló)                                           | Boom Kids!                                 |
| 2010 | Scott Pilgrim, vol. 5: Scott Pilgrm vs. the Universe                  | Brian Lee O’Malley (író és rajzoló)                                        | Oni Press                                  |
| 2009 | Arsenic Lullaby: Pulp Edition No. Zero                                | Douglas Paszkiewicz (író és rajzoló)                                       | Arsenic Lullaby Publicatons                |
| 2009 | Chumble Spuzz                                                         | Ethan Nicolle (író és rajzoló)                                             | Slave Labor Graphics                       |
| 2009 | Herbie Archives                                                       | Richard E. Hughes (író) és Ogden Whitney (rajzoló)                         | Dark Horse Comics                          |
| 2009 | Petey and Pussy                                                       | John Kerschbaum (író és rajzoló)                                           | Fantagraphics Books                        |
| 2009 | Wondermark: Beards of Our Forefathers                                 | David Malki (író és rajzoló)                                               | Dark Horse Comics                          |
| 2008 | The Goon Noir                                                         | Matt Dryer (szerkesztő)                                                    | Dark Horse Comics                          |
| 2008 | Johnny Hiro                                                           | Fred Chao (író és rajzoló)                                                 | AdHouse Books                              |
| 2008 | Lucha Libre                                                           | számos alkotó                                                              | Image Comics                               |
| 2008 | Perry Bible Fellowship: The Trial of Colonel Sweeto and Other Stories | Nicholas Gurewitch (író és rajzoló)                                        | Dark Horse Comics                          |
| 2008 | Wonton Soup                                                           | James Stokoe (író és rajzoló)                                              | Oni Press                                  |
| 2007 | Flaming Carrot Comics                                                 | Bob Burden (író és rajzoló)                                                | Desperado Publishing, Image Comics         |
| 2007 | Onionhead Monster Attacks                                             | Paul Friedrich (író és rajzoló)                                            | Hellcar                                    |
| 2007 | Schizo #4                                                             | Ivan Brunetti (író és rajzoló)                                             | Fantagraphics Books                        |
| 2007 | Tales Designed to Thrizzle                                            | Michael Kupperman (író és rajzoló)                                         | Fantagraphics Books                        |
| 2007 | Truth Serum                                                           | Jon Adams (író és rajzoló)                                                 | City Cyclops                               |
| 2006 | A kategóriában nem osztottak díjat                                    | A kategóriában nem osztottak díjat                                         | A kategóriában nem osztottak díjat         |
| 2005 | Angry Youth Comix                                                     | Johnny Ryan (író és rajzoló)                                               | Fantagraphics Books                        |
| 2005 | Birth of a Nation                                                     | Aaron McGruder és Reginald Hudlin (írók), valamint Kyle Baker (rajzoló)    | Crown Publishing Group                     |
| 2005 | The Goon                                                              | Eric Powell (író és rajzoló)                                               | Dark Horse Comics                          |
| 2005 | Kyle Baker, Cartoonist                                                | Kyle Baker (író és rajzoló)                                                | Kyle Baker Publishing                      |
| 2005 | Plastic Man                                                           | Kyle Baker és Scott Morse (írók és rajzolók)                               | DC Comics                                  |
| 2004 | Circling the Drain (The Collected Dork, vol. 2)                       | Evan Dorkin (író és rajzoló)                                               | Slave Labor Graphics                       |
| 2004 | Formerly Known as the Justice League                                  | Keith Giffen és J. M. DeMatteis (írók), valamint Kevin Maguire (rajzoló)   | DC Comics                                  |
| 2004 | The Goon                                                              | Eric Powell (író és rajzoló)                                               | Dark Horse Comics                          |
| 2004 | The New Baker                                                         | Kyle Baker (író és rajzoló)                                                | Kyle Baker Publishing                      |
| 2004 | What’s Michael? vols. 7–8                                             | Kobajasi Makoto (író és rajzoló)                                           | Dark Horse Comics                          |
| 2003 | The Amazing Screw-On Head                                             | Mike Mignola (író és rajzoló)                                              | Dark Horse Comics                          |
| 2003 | Dork!                                                                 | Evan Dorkin (író és rajzoló)                                               | Slave Labor Graphics                       |
| 2003 | Fred the Clown                                                        | Roger Langridge (író és rajzoló)                                           | Hotel Fred Press                           |
| 2003 | The House at Maakies Corner                                           | Tony Millionaire (író és rajzoló)                                          | Fantagraphics Books                        |
| 2003 | The Pro                                                               | Garth Ennis (író) és Amanda Conner (rajzoló)                               | Image Comics                               |
| 2003 | Zippy Annual 2002                                                     | Bill Griffith (író és rajzoló)                                             | Fantagraphics Books                        |
| 2002 | The Adventures of Barry Ween, Boy Genius: Monkey Tales                | Judd Winick (író és rajzoló)                                               | Oni Press                                  |
| 2002 | Bizarro Comics                                                        | Joey Cavalieri (szerkesztő)                                                | DC Comics                                  |
| 2002 | Dork! #9                                                              | Evan Dorkin (író és rajzoló)                                               | Slave Labor Graphics                       |
| 2002 | Hey, Mister: Dial ”M” for Mister                                      | Pete Sickman-Garner (író és rajzoló)                                       | Top Shelf Productions                      |
| 2002 | Jingle Belle: The Mighty Elves                                        | Paul Dini (író) és J. Bone (rajzoló)                                       | Oni Press                                  |
| 2002 | Radioactive Man                                                       | számos alkotó                                                              | Bongo Comics Group                         |
| 2001 | Fortune and Glory                                                     | Brian Michael Bendis (író és rajzoló)                                      | Oni Press                                  |
| 2001 | Hey, Mister: The Trouble with Jesus                                   | Pete Sickman-Garner (író és rajzoló)                                       | Top Shelf Productions                      |
| 2001 | Post-Dykes to Watch Out For                                           | Alison Bechdel (író és rajzoló)                                            | Firebrand Books                            |
| 2001 | Snake ’n’ Bacon Cartoon Cabaret                                       | Michael Kupperman (író és rajzoló)                                         | HarperCollins                              |
| 2001 | Sock Monkey, vol. 3                                                   | Tony Millionaire (író és rajzoló)                                          | Dark Horse Comics                          |
| 2000 | Bart Simpson’s Treehouse of Horror                                    | számos alkotó                                                              | Bongo Comics Group                         |
| 2000 | Dork!                                                                 | Evan Dorkin (író és rajzoló)                                               | Slave Labor Graphics                       |
| 2000 | Hey, Mister                                                           | Pete Sickman-Garner (író és rajzoló)                                       | Top Shelf Productions                      |
| 2000 | Land of Nod: Rockabye Book                                            | Jay Stephens (író és rajzoló)                                              | Dark Horse Comics                          |
| 2000 | Tomorrow Stories                                                      | Alan Moore (író) és számos alkotó                                          | America’s Best Comics                      |
| 1999 | Empty Love Stories                                                    | Steve Darnall (író) és mások                                               | Funny Valentine Press                      |
| 1999 | Lenore                                                                | Roman Dirge (író és rajzoló)                                               | Slave Labor Graphics                       |
| 1999 | Sergio Aragonés’ Groo                                                 | Sergio Aragonés (író és rajzoló) és Mark Evanier (író)                     | Dark Horse Comics                          |
| 1999 | Simpsons Comics                                                       | számos alkotó                                                              | Bongo Comics Group                         |
| 1999 | The 3 Geeks                                                           | Rick Koslowski (író és rajzoló)                                            | 3 Finger Press                             |
| 1998 | Gon Swimmin’                                                          | Tanaka Maszasi (író és rajzoló)                                            | Paradox Press                              |
| 1998 | Mystic Funnies                                                        | R. Crumb (író és rajzoló)                                                  | Alex Wood                                  |
| 1998 | Roswell, Little Green Man                                             | Bill Morrison (író és rajzoló)                                             | Bongo Comics Group                         |
| 1998 | The Seduction of Mike                                                 | R. Sikoryak (író és rajzoló) és mások                                      | Fantagraphics Books                        |
| 1998 | Squee!                                                                | Jhonen Vasquez (író és rajzoló)                                            | Slave Labor Graphics                       |
| 1997 | Empty Love Stories #2                                                 | Steve Darnall (író) és mások                                               | Slave Labor Graphics                       |
| 1997 | Joy Ride and Other Stories                                            | Carol Lay (író és rajzoló)                                                 | Kitchen Sink Press                         |
| 1997 | Patty Cake                                                            | Scott Roberts (író és rajzoló)                                             | Tapestry                                   |
| 1997 | Ragmop                                                                | Rob Walton (író és rajzoló)                                                | Planet Lucy Press                          |
| 1997 | Sergio Aragonés Destroys DC és Sergio Aragonés Massacres Marvel       | Mark Evanier (író) és Sergio Aragonés (rajzoló)                            | DC Comics és Marvel Comics                 |
| 1996 | Acme Novelty Library                                                  | Chris Ware (író és rajzoló)                                                | Fantagraphics Books                        |
| 1996 | Comic Book                                                            | John Kricfalusi (író és rajzoló) és mások                                  | Marvel Comics                              |
| 1996 | Eightball                                                             | Dan Clowes (író és rajzoló)                                                | Fantagraphics Books                        |
| 1996 | Milk and Cheese #666                                                  | Evan Dorkin (író és rajzoló)                                               | Slave Labor Graphics                       |
| 1996 | Zippy’s House of Fun                                                  | Bill Griffith (író és rajzoló)                                             | Fantagraphics Books                        |
| 1995 | Bone                                                                  | Jeff Smith (író és rajzoló)                                                | Cartoon Books                              |
| 1995 | Sergio Aragonés’ Groo                                                 | Sergio Aragonés (író és rajzoló) és Mark Evanier (író)                     | Epic Comics, Image Comics                  |
| 1995 | Hate                                                                  | Peter Bagge (író és rajzoló)                                               | Fantagraphics Books                        |
| 1995 | Radioactive Man                                                       | Steve Vance és Cindy Vance (írók), valamint Bill Morrison (író és rajzoló) | Bongo Comics Group                         |
| 1995 | Ranma ½                                                               | Takahasi Rumiko (író és rajzoló)                                           | Viz Media                                  |
| 1994 | Bone                                                                  | Jeff Smith (író és rajzoló)                                                | Cartoon Books                              |
| 1994 | Milk and Cheese                                                       | Evan Dorkin (író és rajzoló)                                               | Slave Labor Graphics                       |
| 1994 | The Complete Bojeffries Saga                                          | Alan Moore (író) és Steve Parkhouse (rajzoló)                              | Kitchen Sink Press                         |
| 1994 | Groo the Wanderer                                                     | Mark Evanier (író) és Sergio Aragonés (rajzoló)                            | Epic Comics                                |
| 1994 | Simpsons Comics                                                       | Steve Vance (író és rajzoló) és mások                                      | Bongo Comics Group                         |
| 1993 | Bone                                                                  | Jeff Smith (író és rajzoló)                                                | Cartoon Books                              |
| 1993 | Eightball                                                             | Dan Clowes (író és rajzoló)                                                | Fantagraphics Books                        |
| 1993 | Groo the Wanderer                                                     | Mark Evanier (író) és Sergio Aragonés (rajzoló)                            | Epic Comics                                |
| 1993 | Hate                                                                  | Peter Bagge (író és rajzoló)                                               | Fantagraphics Books                        |
| 1993 | Legends of the Dark Knight #38: Legends of the Dark Mite              | Alan Grant (író) és Kevin O’Neill (rajzoló)                                | DC Comics                                  |
| 1993 | Milk and Cheese                                                       | Evan Dorkin (író és rajzoló)                                               | Slave Labor Graphics                       |
| 1993 | Nina’s All-Time Greats Collector’s Items Classics #1                  | Nina Paley (író és rajzoló)                                                | Dark Horse Comics                          |
| 1993 | Peep Show                                                             | Joe Matt (író és rajzoló)                                                  | Drawn and Quarterly                        |
| 1992 | Bill and Ted’s Excellent Comic Book                                   | Evan Dorkin (író és rajzoló)                                               | Marvel Comics                              |
| 1992 | Flaming Carrot Comics                                                 | Bob Burden (író és rajzoló)                                                | Dark Horse Comics                          |
| 1992 | Groo the Wanderer                                                     | Mark Evanier (író) és Sergio Aragonés (rajzoló)                            | Epic Comics                                |
| 1992 | Hate                                                                  | Peter Bagge (író és rajzoló)                                               | Fantagraphics Books                        |
| 1992 | Naughty Bits                                                          | Roberta Gregory (író és rajzoló)                                           | Fantagraphics Books                        |
| 1992 | 20 Nude Dancers 20, Year Two                                          | Mark Martin (író és rajzoló)                                               | Tundra Publishing                          |